# Erzhan Kulibaev
 (novembre 2012).
Erzhan Kulibaev [en russe : Ержан Кулибаев; IPA : jerʒˈan kuliˈbaʲev] (né le 21 septembre 1986 au Kazakhstan, alors en URSS) est un violoniste international.

## Formation
Il commence sa formation musicale à l'âge de six ans, à Almaty (Kazakhstan),, en 1992, à l'École de musique Kulyash Baiseitova pour enfants très doués. En 1998, il entre au Conservatoire Tchaïkovski de Moscou. En 2004, il entre dans la classe de violon du professeur Zakhar Bron (originaire du Kazakhstan), à l'École supérieure de musique Reine-Sophie de Madrid (Espagne) puis au Conservatoire Mikhaïl Glinka de Novossibirsk, pour le programme de maîtrise.

## Carrière
Son instrument est le Stradivarius Rode (1722), gracieusement prêté par la Fondation Maggini.

## Distinctions
- 2003 : Premier prix au Concours international Demidovski de violon d'Iekaterinbourg et deux prix spéciaux
- 2006 : Premier prix au Concours international de violon de Lisbonne et prix de la meilleure interprétation d'un œuvre de Fernando Lopes-Graça
- 2007 : Premier prix au Concours international de violon de Novossibirsk et prix spécial de Paloma O'Shea
- 2010 : Médaille d'or au Concours international Hindemith de Berlin et prix spécial de la meilleure interprétation d'une œuvre de Robert Schumann